# Грейвер, Татьяна Наумовна
Татьяна Наумовна Грейвер (1931—2012) — российский учёный, профессор, доктор технических наук, специалист по извлечению платиноидов из различных видов сырья.
Дочь Наума Соломоновича Грейвера, металлурга, профессора Ленинградского горного института (ЛГИ).
Родилась 07.12.1931 в Ленинграде. Окончила металлургический факультет Ленинградского горного института по специальности металлургия цветных металлов (1954).
В 1959—1973 — младший научный сотрудник, старший научный сотрудник, старший преподаватель, доцент Ленинградского горного института. В 1973-2001 - профессор кафедры металлургии цветных металлов.
Диссертации:
- Поведение селена и теллура при переработке никелевого и медного сырья и пути их извлечения [Текст] : Автореферат дис. на соискание ученой степени кандидата технических наук / М-во высш. образования СССР. Ленингр. ордена Ленина и Труд. Красного Знамени горный ин-т им. Г. В. Плеханова. — Ленинград : [б. и.], 1959. — 21 с. : схем.; 20 см.
- Новые направления в технологии извлечения селена и теллура [Текст] : Автореферат дис. на соискание ученой степени доктора технических наук. (№ 322) / Ленингр. горный ин-т им. Г. В. Плеханова. — Ленинград : [б. и.], 1969. — 40 с. : ил.; 21 см.

Доктор технических наук (1971). Автор более 70 изобретений, 200 статей, 7 книг, в том числе оригинальных монографий.
Под её руководством разработаны и внедрены в производство:
- 1961 год — метод получения теллура полупроводниковых марок (СКБ полупроводников, Ленинград);
- 1973 — метод извлечения родия и рутения на комбинате «Североникель» (их производство в СССР увеличилось в 1,5 раза);
- 1981 — метод извлечения осмия из газов на комбинате Североникель (выпуск осмия увеличился в 4 раза);
- 1986 — восстановительно-гидролитический метод извлечения иридия (Норильский горно-металлургический комбинат).
- 1994 — способ получения особо чистых солей осмия на комбинате Североникель.

В 1985—1986 годах Горным университетом совместно с комбинатом «Североникель» при непосредственном участии Т. Н. Грейвер разработана сульфатизационная технология переработки анодных шламов.
Публикации:
- Методы постановки и решения технологических задач : Учеб. пособие / Т. Н. Грейвер, И. Г. Зайцева. — Л. : ЛГУ, 1980. — 74 с. : ил.; 20 см.
- Селен и теллур [Текст] : Новая технология получения и рафинирования / Т. Н. Грейвер, И. Г. Зайцева, В. М. Косовер. — Москва : Металлургия, 1977. — 296 с. : ил.; 20 см.
- Основы методов постановки и решения технологических задач цветной металлургии [] : научное издание / Т. Н. Грейвер. — М. : ГУП ; М. : Руда и металлы, 1999. — 147 с. : ил.

Награждена золотой и двумя бронзовыми медалями ВДНХ. Изобретатель СССР.
Умерла 4 мая 2012 г. после тяжёлой болезни.